# 蔓剪草
蔓剪草（学名：Cynanchum chekiangense）是夹竹桃科鹅绒藤属的植物。分布于中国大陆的浙江、广东、河南、湖南等地，多生在溪旁、山谷以及密林中潮湿之地，目前尚未由人工引种栽培。

## 别名
四叶对剪草、蔓白薇（浙江）